# 蒋维乔

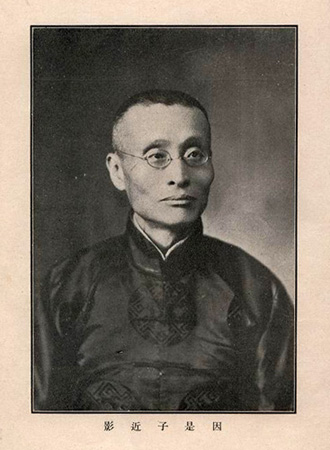

蒋维乔（1873年—1958年3月），字竹庄，号因是子，男，江苏武进（今常州）人，中国近代哲学家、教育家、佛学家、养生学家，佛教居士。

## 生平

### 拥护变法
蒋维乔7岁入私塾，20岁时中秀才。后入常州府学，接触了江南制造局出版的西学著作，从而开始专门研究西学。光绪二十一年（1895年），他入江阴南菁书院，丁福保和他同年入学。光绪二十二年（1896年），他入常州致用精舍。自此，从23岁到29岁，他一直同时在这两所学校学习。1902年南菁书院改为江苏全省高等学堂，校长丁立钧（丁叔衡）聘钟观光任理化教师。这些具有新思想的教师对蒋维乔影响很大。
他从上述两校毕业后，于光绪二十八年（1902年）到上海，参加蔡元培等人组织的中国教育会，后来和何海樵等人在武进组织了“以变法兴学为宗旨”的常州藏书阅报所以及“以提倡尚武精神为宗旨”的体育传习所。当时中国出现庙产兴学风潮，蒋维乔支持庙产兴学。

### 爱国女学与商务印书馆
光绪二十九年（1903年）春，他应蔡元培之邀，携妻子和儿子到上海。此后，其妻在蔡元培创办的爱国学社附设的爱国女学学习，其儿子在爱国学社（男校）学习，蒋维乔任男女两校教员。同时，蒋维乔为《苏报》撰稿以维持生计。当时日俄战争正在进行，爱国学社组织拒俄义勇队（后改名为军国民教育会），蒋维乔任义勇队教练。同年，苏报案爆发，章太炎被捕，邹容自首，蔡元培、吴敬恒、黄中央逃走，蒋维乔仍在爱国女学任教。
光绪二十九年（1903年），他还入商务印书馆编译所，从光绪二十九年（1903年）至民国元年（1912年）一直从事编辑小学教科书。在商务印书馆，他成为商务印书馆出版的系列教科书的最早的策划和编撰者之一。1903年前后，他和张元济、蔡元培、庄俞等人研讨编撰小学国民教科书。这是中国首套现代成套统一教材，取名《最新教科书》，其中《初小国文教科书》共10册，《高小国文教科书》共8册。郑逸梅曾称自己幼年受这套教科书影响很大。后来他又独力编成历史教科书。蒋维乔是《辞源》的主要编辑人，《东方杂志》首任主编。由于他对商务印书馆的贡献，他和张元济、高梦旦、庄俞被称作商务印书馆“四大元勋”，其中庄俞还是蒋维乔介绍入商务印书馆的。
光绪三十一年（1905年），他参与创办小学师范讲习所，该所是商务印书馆为本馆出版的小学教科书培训师资力量而设立的培训班，共举办三届。此后他还曾经主持过商务印书馆主办的尚公小学、工人夜校等学校。1909年，他应夏瑞芳的邀请，任商业补习学堂首任校长，该补习学堂是商务印书馆职工的培训机构。宣统元年（1909年），他还接任爱国女学校长。

### 任职教育部
1911年辛亥革命中，蒋维乔跟随蔡元培居于上海。民国元年（1912年）南京临时政府成立，蔡元培任教育总长，蒋维乔应蔡元培之邀到教育部协助蔡元培，任内他协助蔡元培完成了中华民国学制草案。1912年4月，南京临时参议院议决将临时政府迁到北京，蒋维乔随教育总长蔡元培到北京继续任职。同年7月，蔡元培辞职，范源濂继任教育总长，蒋维乔在教育部调任参事。1913年10月，范源濂去职，蒋维乔遂辞职回到上海，复入商务印书馆。其后，他在商务印书馆长期负责编辑出版师范学校和中学教科书。
1916年7月，范源濂重任教育总长，蒋维乔应其邀请重回教育部，仍任参事，主管教育法令。1917年1月，他和黄炎培等五人组成教育考察团，到日本、菲律宾考察教育。归国后，他在北京、天津、上海、南京等地就考察见闻发表演说。同年9月，他回教育部仍任参事。

### 信佛学佛
当时，浙江海盐县的徐蔚如任财政部会计司长，蒋维乔在北京认识了他。受自幼信佛的徐蔚如影响，蒋维乔开始研究佛学并信佛。四川人张克诚在北京广济寺讲经，徐蔚如介绍蒋维乔跟随张克诚学习唯识论。蒋维乔还参加了在北京的佛教居士叶恭绰、蒯若木、梅光羲、黄幼希、徐蔚如等人组织的讲经会。讲经会推举了徐蔚如到宁波四明山观宗寺迎释谛闲来北京讲经。1918年3月，释谛闲到达北京，在北京江西会馆讲解《圆觉经》2个多月，蒋维乔、江味农、黄幼希进行笔录，后来笔录整理为《圆觉经亲闻记》。在此次讲经会上，蒋维乔、徐蔚如等人皈依了释谛闲。
在这期间，蒋维乔建议北京大学哲学系开设唯识学课程。这是中国大学课程中首次开设佛学课程。
民国十年（1921年），释太虚在北京广济寺讲解《法华经》，蒋维乔和胡瑞霖、庄思缄、夏寿康、马冀平等人听讲。其间，释太虚特别在南池子的夏寿康家为蒋维乔等讲解因明学。这是蒋维乔首次受教于释太虚。日后释谛闲与释太虚形成新旧对峙，蒋维乔始终保持中立。

### 教育生涯
1922年7月，蒋维乔任江苏省教育厅厅长，任职3年。1925年7月，他任南京国立东南大学校长。在东南大学任职时，他曾开授“佛学入门”及《百法明门论》课程。此为中国南方高等院校第一次开佛学课程。民国十五年（1926年），他和南京各高校校长组成了参观团，到日本考察教育。民国十八年（1929年），应上海光华大学聘请，蒋维乔任该校哲学教授，后历任该校中文系教授、中文系主任、教务长兼文学院院长等职务，任教20多年。其间，他还曾兼任上海正风文学院院长，上海鸿英图书馆馆长，上海人文月刊社社长等职务。
1920年代到1930年代，商务印书馆开始出版大学教科书，蒋维乔遂与他人合编《中国文学史》。
1949年，他作为特邀代表出席了苏南人民代表大会，并当选主席团主席及常任副主席。1958年3月，他在上海往生，世寿86岁。

## 著作
著作有《因是子静坐法正续编》、《因是子静坐卫生实验谈》、《中国近三百年哲学史》、《吕氏春秋汇校》、《佛学概论》、《佛学纲要》等，在日本学者境野哲的《支那佛教史纲》基础上翻译补著《中国佛教史》，与杨大膺合著《中国哲学史纲要》、《宋明理学纲要》。还翻译有冈田虎次郎的《冈田氏静坐法》。

## 其他
据何宗旺的《蒋维乔思想研究》，蒋维乔去世前曾将他的藏书及所有的文稿一并捐赠给了上海图书馆，其中包括《蒋维乔日记》（稿本），《竹翁自订年谱》（稿本），《因是子文集》（稿本）。
《蒋维乔日记》已由中华书局影印出版。